# Himno Istmeño
Himno Istmeño (em português: Hino do Istmo) é o hino nacional do Panamá. A música foi composta por Santos Jorge e a letra por Dr. Jeronimo de la Ossa. 

## Letra
Refrão/CORO:
Alcanzamos por fin la victoria
En el campo feliz de la unión;
Con ardientes fulgores de gloria
Se ilumina la nueva nación.
Es preciso cubrir con un velo
Del pasado el calvario y la cruz;
Y que adorne el azul de tu cielo
De concordia la espléndida luz.
El progreso acaricia tus lares.
Al compás de sublime canción,
Ves rugir a tus pies ambos mares
Que dan rumbo a tu noble misión.
{Refrão/CORO}
En tu suelo cubierto de flores
A los besos del tibio terral,
Terminaron guerreros fragores;
Sólo reina el amor fraternal.
Adelante la pica y la pala,
Al trabajo sin más dilación,
Y seremos así prez y gala
De este mundo feraz de Colón.
{Refrão/CORO}